# 王家善
王家善（1903年—1979年1月23日），字释之，黑龙江巴彦人，满洲国军、国民革命军、中国人民解放军师级将领。

## 生平
王家善是黑龙江省巴彦县康庄乡旭东村大板房屯人，祖居双城堡。县城读初等学堂与高等学堂。叔父王纯嘏毕业于明治法律学校，在营口东三省盐运署稽安局当巡视员。在其培养下，王家善1918年考入齐齐哈尔省立第一中学。中学毕业后，1922年考入东京铁道教习所学习两年，归国在黑龙江省教育科任职。
1928年至1930年在日本陆军士官学校学习。归国后任东北陆军讲武堂教官，东北司令长官公署上尉副官，东北陆军讲武堂少校队长。九一八事变后，率部编入奉军东边道镇守使于芷山部任营长。于芷山投日前夕出逃回老家。1932年5月张甲洲组织巴彦抗日游击队，王家善带领巴彦县保卫团60余人参加了巴彦抗日游击队，任副总指挥。后与张甲洲闹翻，拉出队伍成立黑龙江抗日义勇军第三路军，号称刘总指挥（使用外祖母的姓氏）兼第一支队长，第二支队长赵尚志。1932年9月队伍解散，到齐齐哈尔任黒龙江省警备军上尉、齐齐哈尔警备司令部参谋。1933年12月赴日本陆军大学学习。1935年归国任齐齐哈尔第三军管区军官教导队候补生连连长、位于奉天的满洲国中央陆军训练处中校教官晋升上校，满洲国治安部参谋司上校军事课长晋升少将、满洲国陆军军官学校教授部长、奉天第一军管区教导大队长、步兵第四旅旅长、第七旅旅长。佳木斯第七军管区司令部少将参谋长等职。
日本投降后，试图与苏军合作，被羁押在佳木斯战俘集中营。乘隙逃回老家，出任国民党挺进军松江地区总指挥官，在长春率领老部下与学生开展建军。东北行营主任熊式辉委任陈家祯为长春建军的东北保安第四总队总队长，另派王家善潜入哈尔滨建军。不久放弃在哈尔滨活动，回到长春闲居，1946年初后入关在北平活动，被杜聿明委任为东北保安司令长官部少将高参、东北第十三保安区副司令，随杜聿明出关到锦州。1946年4月15日至18日的第一次长春战役，东北保安第四总队被全歼，陈家祯被俘。杜聿明委任王家善继任东北保安第四总队总队长，到铁岭、开原一带收容逃出的官兵7000余人，1946年5月下旬随国军开进长春。
1946年10月9日，东北保安第四总队调辽南岫岩、凤城、庄河剿共，归属新六军前进指挥所司令许颖（新六军第14师副师长）少将指挥。也称为独立第九师。1947年4月东北保安第四总队退守营口，也称为东北第13保安区，王家善兼任营（口）大（石桥）地区防守司令兼营口市市长。1947年9月，陈诚在东北整编杂牌军，改编为第五十二军暂编第58师，出任师长。参谋处长梁启章、副官处长田贡吾、3团长戴逢源、2团长史维中、1团长贾绍华。1947年秋，第52军前进指挥所进驻营口市，第52军副军长郑明新任前进指挥官；前任营口市长袁鸿逵也回来接收了市长职位。1948年初，东北人民解放军辽南独立师借东北冬季攻势背景发动鞍山战役席卷辽阳、鞍山、海城。王家善召集老部下开会，说营口很快不保，为给大家谋出路已经与在大石桥的辽南军区司令员吴瑞林、参谋长金振钟、政治部主任张秀川、东北局社会部代表马明伦（马次青）谈妥投降协议。2月25日（正月十六）召开营口城防会议趁机扣押了在营口的第五十二军副军长、前进指挥官郑明新、营口市长袁鸿逵、交警三总队总队长李安、市党部书记长王惠久、税务局长吴融春、警察局长曹起麟、中国银行行长顾洪渐、商务会副会长卢芳圃、团管区司令、市政府卫队、警察局武警、纺织厂警、盐警等8个武装团体等十几位要人。当晚8时整，戴逢源的第三团按预定计划配合辽南独立师的苏克之第三团歼灭五十二军在营口的化学迫击炮连、野炮连、宪兵队、交警第三总队。独立师第三团第一营从老爷阁向西部攻击，在公益银号遇到交警部队的抗击。二营在西大庙附近与交警总队展开了激烈的巷战，直逼交警总队部驻地瑞昌成大楼。三营从现在的平安广场处向西，沿路清除辽河岸边的碉堡，经激烈战斗，打到了瑞昌成附近。苏克之团长命令把扣押的第五十二军少将副军长郑明新和交警第三总队少将总队长李安带来向部下喊话劝降。从瑞昌成的小门跑出来30多人投降。但其余守军仍顽强抵抗。独立师三团在火力的掩护下，把瑞昌成大楼东山墙炸开了一个约两米见方的大洞，冲进大楼展开最后战斗，藏在瑞昌成大楼后面锅炉房里的100多名交警打开后门向辽河渡口方向逃跑，有的掉进冰窟里，有的被打死在冰面上。至2月26日凌晨5时营口守军被全部消灭，独立师第三团歼3093人，伤亡百余人。2月26日中午，暂编58师8000余人全部撤出营口，集结在百寨子。5月16日改编为东北野战军独立第五师，王家善任师长，谢甫生任政治委员，唐仕林任副师长，张翮任参谋长。1948年11月改称第167师，王家善任师长，张梓桢任政治委员。1949年6月改称第四野战军第50军第150师，入关参加鄂西战役、解放大西南作战，1950年所部参加抗美援朝。归国后，任黑龙江省军事部副部长，热河军区副司令员兼参谋长等职。1955年转业任热河省体委主任、辽宁省体委副主任、辽宁省第一至四届政协副主席。第五届政协全国委员会委员。

## 家人
- 夫人赵芷馨
- 养女王秀敏
  - 女婿李殿儒：暂编56师警卫连长